# Президентские выборы в Монголии (2009)
Президентские выборы в Монголии 2009 года проводились 24 мая. В них участвовали только два кандидата: президент Намбарын Энхбаяр от Монгольской народной партии и бывший премьер-министр Цахиагийн Элбэгдорж, которого поддерживали Демократическая партия и оппозиционные партии.
В результате выборов с небольшим отрывом победил демократический кандидат Элбэгдорж, став 4-м президентом Монголии. Впервые в истории президентских выборов в Монголии действующий президент проиграл.

## Кандидаты и избирательная кампания
Только партии, представленные в Великом государственном хурале, могли выдвигать кандидатов в президенты. Монгольская народная партия выдвинула действующего президента Намбарына Энхбаяра. От Демократической партии баллотировался бывший премьер-министр Цахиагийн Элбэгдорж, которого также поддержали две другие оппозиционные парламентские партии Гражданская воля и Зелёная партия.
Кампания Элбэгдоржа фокусировалась на теме антикоррупционных мер и необходимости изменений. Это было особенно популярно в городах. Кроме этого, вопрос как должна распределяться прибыль стремительно развивающейся в стране горнодобывающей промышленности доминировал в кампаниях обоих кандидатов.

## Результаты
| Кандидат                                                                  | Голоса    | %      |
| ------------------------------------------------------------------------- | --------- | ------ |
| Цахиагийн Элбэгдорж                                                       | 562 459   | 51,24% |
| Намбарын Энхбаяр                                                          | 520 805   | 47,44% |
| Всего (явка 73,52%)                                                       | 1 083 264 | 98,68% |
| Источник: ЦИК Монголии Архивная копия от 25 марта 2013 на Wayback Machine |           |        |